# Szczuce
Szczucice [pronunciación en polaco: /ʂt͡ʂuˈt͡ɕit͡sɛ/] es un pueblo ubicado en el distrito administrativo de Gmina Sadowie, dentro del condado de Opatów, Voivodato de Świętokrzyskie, en el centro-sur de Polonia. Se encuentra a unos 3 kilómetros al este de Sadowie, a 6 kilómetros al norte de Opatów, y a 56 kilómetros al este de la capital regional Kielce.
El pueblo tiene una población de 110 habitantes.